# Chris Whitley
Christopher Becker Whitley, detto Chris (Houston, 31 agosto 1960 – Houston, 20 novembre 2005), è stato un cantautore e chitarrista statunitense.

## Biografia
Nato in Texas, inizia a suonare la chitarra all'età di 15 anni. Cresce ascoltando Muddy Waters, Howlin' Wolf, Jimi Hendrix e Bob Dylan, sue influenze artistiche.
Nel corso degli anni '80 collabora con Arto Lindsay e Michael Beinhorn. Ha vissuto per alcuni anni in Belgio, dove ha registrato con diversi gruppi locali come Kuruki e Nacht Und Nebel. 
Nel 1988 viene contattato dal produttore Daniel Lanois e ottiene un contratto con la Columbia Records. I suoi primi brani di successo sono Big Sky Country e Living with the Law.
Nel 2000 registra un album di cover, mentre nel 2001 pubblica Rocket House, a cui partecipano Dave Matthews e Bruce Hornsby.
Nel 2004 vince un Independent Music Awards con un brano tratto da Hotel Vast Horizon.
Ha collaborato in studio con Shawn Colvin, Cassandra Wilson, Johnny Society, Joe Henry, Chocolate Genius, Ely Guerra, Michael Shrieve e altri gruppi e artisti. Ha pubblicato un totale di 11 album in studio, una colonna sonora e alcuni dischi collaborativi.
Nell'autunno 2005 cancella il suo tour a causa di problemi di salute. Nel novembre 2005 muore a causa di un tumore ai polmoni.

## Vita privata
Sua figlia Trixie Whitley, nata nel 1987 in Belgio, è una cantautrice attiva come solista e come membro del gruppo Black Dub.

## Discografia
- Living with the Law (1991)
- Din of Ecstasy (1995)
- Terra Incognita (1997)
- Dirt Floor (1998)
- Perfect Day feat. Billy Martin e Chris Wood (2000) - cover
- Rocket House (2001)
- Long Way Around: An Anthology: 1991-2001 (2002) - raccolta
- Pigs Will Fly con Warner Poland e Kai-Uwe Kohlschmidt (2003) - colonna sonora
- Hotel Vast Horizon (2003)
- Weed (2004)
- War Crime Blues (2004)
- Big Sky Country (2005)
- Soft Dangerous Shores (2005)
- Reiter In con The Bastard Club (2006)
- Dislocation Blues con Jeff Lang (2006)